# Brunsiarchaediscus
Brunsiarchaediscus es un género de foraminífero bentónico, normalmente considerado un subgénero de Archaediscus, es decir Archaediscus (Brunsiarchaediscus), pero aceptado como sinónimo posterior de Nudarchaediscus de la subfamilia Archaediscinae, de la familia Archaediscidae, de la superfamilia Archaediscoidea, del suborden Fusulinina y del orden Fusulinida. Su especie tipo era Propermodiscus contiguus. Su rango cronoestratigráfico abarcaba desde el Tournasiense hasta el Viseense (Carbonífero inferior).

## Discusión
Algunas clasificaciones más recientes incluyen Brunsiarchaediscus en el Suborden Archaediscina, del Orden Archaediscida, de la Subclase Afusulinana y de la Clase Fusulinata.

## Clasificación
Brunsiarchaediscus incluía a la siguiente especie:
- ‘‘Brunsiarchaediscus contiguus †